# 경암루
경암루(景岩樓)는 황해북도 사리원시 경암동에 있는 조선시대 누정이다.
사리원시 중심에 솟은 명승지인 경암산의 북쪽 기슭에 자리잡고 있는 아담하고 아름다운 정자이다. 《봉산군지》에 보면 경암루는 1798년(정조 22년)에 봉산군 관아건물로 지은 동헌인데, 원래는 군내 통성면 목정리에 있던 것을 1917년에 이곳으로 옮겼다. 현재 남아 있는 건물은 전쟁 중에 파괴되었던 것을 1954년과 1955년 2차례에 걸쳐 대대적인 보수공사를 하여 옛 모습을 되찾도록 하였다.
정면 3칸(8.36m), 측면 2칸(4.94m)의 겹처마 합작집인데, 바닥에는 널마루를 깔고 사방 돌아가면서 난간을 둘렀고 중단청을 하였다. 천장은 소란반자와 굵은 나무를 건너지르고 그 위에 나무개비를 바로 펴놓은 다음 이를 엮어 진흙으로 두껍게 바른 고미천장의 두 가지 형식을 조화있게 배합하였다.
비탈진 산자락에 붙여 지었기 때문에 뒤는 1층이고, 앞은 2층으로 되어 있다. 2층에는 나무 흘림기둥을 세우고, 1층에는 네모난 화강석기둥을 세웠으며, 모든 기둥들을 정면·측면 할 것 없이 같은 간격으로 벌려 놓았다. 기둥 위에는 꽃가지형의 2익공두공을 얹고, 액방 위에는 연꽃무늬화반을 놓았으며 모루단청으로 장식했다.
경암루는 건축솜씨도 뛰어나지만 경암산의 아름다운 자연경치, 시내를 바라보는 전망이 조화를 이루었다고 평가된다.